# Skyterra 1
O Skyterra 1 (anteriormente conhecido por MSV-1) é um satélite de comunicação geoestacionário estadunidense construído pela Boeing Satellite Systems, ele está localizado na posição orbital de 101 graus de longitude oeste e foi operado inicialmente pela SkyTerra (Mobile Satellite Ventures) e atualmente pela LightSquared. O satélite foi baseado na plataforma BSS-702GEM (GEOMOBILE) e sua expectativa de vida útil é de 15 anos. 

## História
A Mobile Satellite Ventures (MSV) e Boeing anunciaram em janeiro de 2006 um a assinatura de um grande contrato comercial para três satélites chamados MSV- 1, 2 e SA e sistemas terrestres associados. Os detalhes financeiros do contrato não foram divulgados. Depois que a Mobile Satellite Ventures foi renomeada para SkyTerra, os satélites são agora conhecidos como Skyterra 1 e 2.
A MSV anunciou que para acelerar a construção dos dois satélites estadunidense, o satélite MSV-SA foi adiado. Mais tarde o mesmo foi cancelado.
O Skyterra 1 foi lançado em novembro de 2010, mas a plena implantação da antena parabólica inicialmente falhou. Mas, finalmente, depois de várias tentativas, o refletor foi totalmente implantado. Em março de 2012, o satélite foi nocauteado por uma forte explosão solar, mas foi recuperado.

## Lançamento
O satélite foi lançado com sucesso ao espaço no dia 14 de novembro de 2010, às 17:29 UTC, por meio de um veículo Proton-M/Briz-M, lançado a partir do Cosmódromo de Baikonur, no Cazaquistão. Ele tinha uma massa de lançamento de 5.390 kg.

## Capacidade e cobertura
O Skyterra 1 é equipado com 152 transponders (nas bandas L e Ku) para fornecer cobertura de rede de banda larga sem fio 4G-LTE aberto para a América do Norte, incluindo o Alasca, Havaí, Porto Rico, Ilhas Virgens, México e Bacia do Caribe.